# Adetus vanduzeei
Adetus vanduzeei es una especie de escarabajo del género Adetus, familia Cerambycidae. Fue descrita científicamente por Linsley en 1934.
Habita en México. Los machos y las hembras miden aproximadamente 6,5-9 mm.